# Єпурешть (комуна)
Єпурешть, Єпурешті (рум. Iepurești) — комуна у повіті Джурджу в Румунії. До складу комуни входять такі села (дані про населення за 2002 рік):
- Єпурешть (1138 осіб)
- Бенешть (112 осіб)
- Валтер-Меречиняну (141 особа)
- Горнень (591 особа)
- Кіркулешть (88 осіб)
- Стилпу (300 осіб)

Комуна розташована на відстані 26 км на південний захід від Бухареста, 40 км на північ від Джурджу.

## Населення
За даними перепису населення 2002 року у комуні проживали 2370 осіб.
Національний склад населення комуни:
| Національність | Кількість осіб | Відсоток |
| -------------- | -------------- | -------- |
| румуни         | 2345           | 98,9%    |
| цигани         | 25             | 1,1%     |

Рідною мовою назвали:
| Мова      | Кількість осіб | Відсоток |
| --------- | -------------- | -------- |
| румунська | 2359           | 99,5%    |
| циганська | 11             | 0,5%     |

Склад населення комуни за віросповіданням:
| Релігія       | Кількість осіб | Відсоток |
| ------------- | -------------- | -------- |
| православні   | 2367           | 99,9%    |
| п'ятдесятники | 3              | 0,1%     |